# Coll d'Abellers
|  | No s'ha de confondre amb Colladeta d'Abellers. |

El Coll d'Abellers és una collada que es troba en límit dels termes municipals de la Vall de Boí i de Vilaller, a l'Alta Ribagorça; situada en el límit del Parc Nacional d'Aigüestortes i Estany de Sant Maurici i la seva zona perifèrica.

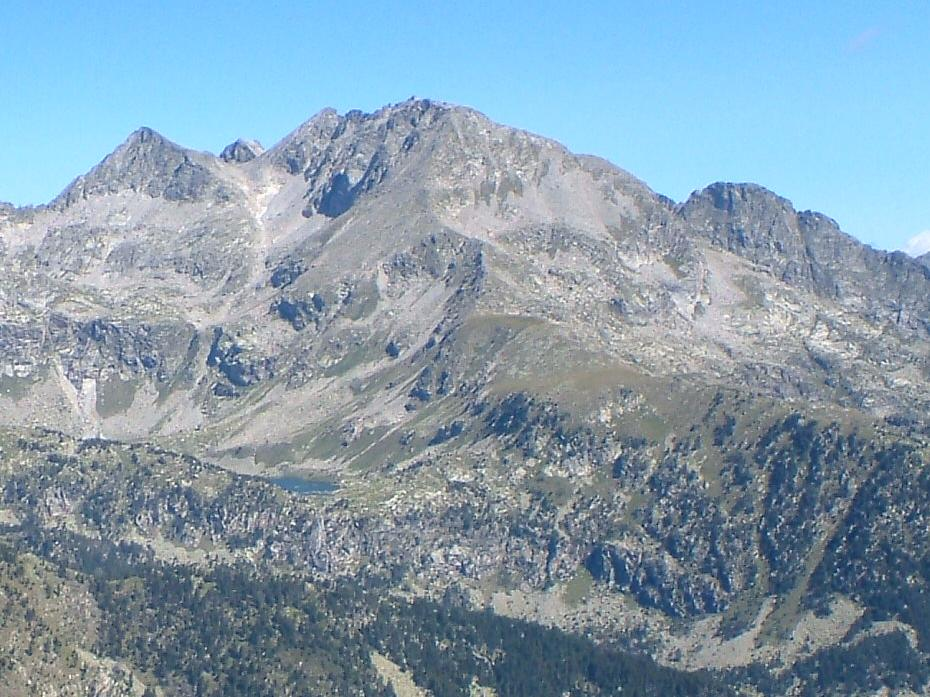
Massis de Besiberri des de l'Aut (Imatge amb anotacions)

«Segurament deu el seu nom a alguna formació rocosa d'aspecte clivellat o porós que recordi un rusc».
El coll està situat a 2.884,6 metres d'alçada, en la cresta que, entre la Punta Senyalada (O) i el Besiberri Sud (E), separa la septentrional Vall de Besiberri del meridional Circ de Gémena de la Vall de Llubriqueto.

## Rutes
- Per la Vall de Llubriqueto: via Barranc de Llubriqueto, Pla de la Cabana, Estany Gémena de Baix, Estany Gémena de Dalt i Estanys Gelats.
- Per la Vall de Besiberri: via Barranc de Besiberri, Estany de Besiberri i Refugi de Besiberri.[3]